# Mabululu
Mabululu, de son vrai nom Agostinho Cristóvão Paciência, est un footballeur international angolais né le 1er juin 1992 à Luanda. Il joue au poste d'avant-centre pour le club libyen d'Al-Ahli SC.

## Biographie

### En club
Mabululu évolue au Petro de Luanda, puis au Recreativo do Libolo, à l'Interclube, à l'AS Aviação et au Domant FC.
En septembre 2018, Mabululu signe en faveur du CD Primeiro de Agosto dans la première ligue angolaise. Au cours de sa première saison au club, il est le meilleur buteur du championnat angolais avec 14 buts.
En septembre 2021, il rejoint l'Égypte et l'Ittihad Alexandrie. Il est le meilleur buteur du championnat d'Égypte en 2022-2023 avec 16 réalisations.

### En sélection
Mabululu honore sa première sélection en équipe d'Angola le 7 septembre 2013 face au Liberia en éliminatoires de la Coupe du monde 2014. Il inscrit le deuxième but de son équipe au cours de la victoire 4 à 1.
Sa deuxième sélection a lieu cinq ans plus tard, le 16 octobre 2018 contre la Mauritanie en qualifications à la CAN 2019. Lors de la campagne de qualification, il ne joue que des bouts de matchs en sortie de banc, mais est sélectionné pour participer à la CAN 2019. Au cours de la compétition, il entre à jeu à dix minutes du terme des deuxième et troisième matchs de poule face à la Mauritanie et le Mali.
Il n'est ensuite plus appelé durant deux ans entre novembre 2020 et novembre 2022.
Mabululu est sélectionné pour participer à la CAN 2023. Remplaçant au premier match contre l'Algérie, il entre en jeu avant même la mi-temps puis inscrit le but de l'égalisation sur un penalty qu'il a lui même obtenu. Il est ensuite titularisé, et inscrit un but lors de l'ultime match de poules face au Burkina Faso, puis en huitièmes de finale contre la Namibie d'une frappe enveloppée.

### Surnom
Son surnom Mabululu lui est donné par sa mère, et signifie "distant" ou "éloigné".

## Palmarès

### En club
- Primeiro de Agosto
  - Vainqueur du Championnat d'Angola en 2019

### Distinctions personnelles
- Meilleur buteur du Championnat d'Angola en 2019 avec le Primeiro de Agosto (14 buts)
- Meilleur buteur du Championnat d'Égypte en 2023 avec l'Ittihad Alexandrie (16 buts)

## Statistiques

### Buts internationaux
| No  | Date             | Lieu                                                              | Adversaire    | Score | Résultat  | Compétition                                         |
| --- | ---------------- | ----------------------------------------------------------------- | ------------- | ----- | --------- | --------------------------------------------------- |
| 1.  | 14 juillet 2013  | Stade Nkana, Kitwe, Zambie                                        | Lesotho       | 1-0   | 1-1 (3-5) | Coupe COSAFA 2013                                   |
| 2.  | 16 juillet 2013  | Stade Arthur Davies, Kitwe, Zambie                                | Malawi        | 1-1   | 3-2       | Coupe COSAFA 2013                                   |
| 3.  | 16 juillet 2013  | Stade Arthur Davies, Kitwe, Zambie                                |               | 2-2   | 3-2       | Coupe COSAFA 2013                                   |
| 4.  | 7 septembre 2013 | Stade national de Tundavala, Lubango, Angola                      | Liberia       | 2-0   | 4-1       | Éliminatoires de la Coupe du monde de football 2014 |
| 5.  | 8 juin 2019      | Stade municipal 25 avril, Penafiel, Portugal                      | Guinée-Bissau | 2-0   | 2-0       | Match amical                                        |
| 6.  | 17 novembre 2022 | Stade Dobsonville, Johannesburg, Afrique du Sud                   | Botswana      | 1-0   | 1-0       | Match amical                                        |
| 7.  | 10 janvier 2024  | Stade du Club des Officiers de Police, Dubaï, Émirats arabes unis | Bahreïn       | 2-0   | 3-0       | Match amical                                        |
| 8.  | 15 janvier 2024  | Stade de la Paix, Bouaké, Côte d'Ivoire                           | Algérie       | 1-1   | 1-1       | Coupe d'Afrique des nations 2023                    |
| 9.  | 23 janvier 2024  | Stade Charles-Konan-Banny, Yamoussoukro, Côte d'Ivoire            | Burkina Faso  | 1-0   | 2-0       | Coupe d'Afrique des nations 2023                    |
| 10. | 27 janvier 2024  | Stade de la Paix, Bouaké, Côte d'Ivoire                           | Namibie       | 3-0   | 3-0       | Coupe d'Afrique des nations 2023                    |